# Ге, Миша Цзюнович
Миша Цзюнович Ге (узб. Misha Tszyunovich Ge; род. 17 мая 1991 года в Москве, СССР) — узбекистанский фигурист, выступавший в одиночном разряде. Бронзовый призёр этапа Гран-при Internationaux de France (2017), двукратный вице-чемпион Кубка Азии (2011, 2013), четырёхкратный чемпион Узбекистана, участник Олимпийских игр (2014, 2018).

## Биография

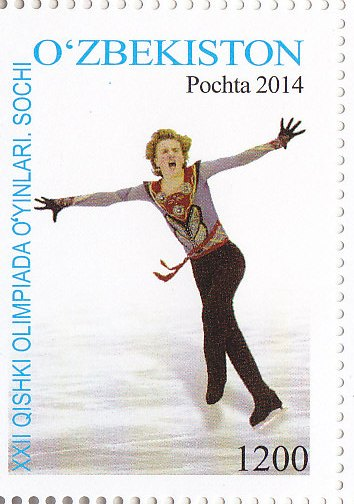
Миша Ге на почтовой марке Узбекистана 2014 г.

Родился 17 мая 1991 года в Москве, но вместе с родителями переехал в КНР (отец родом из КНР), где те стали работать тренерами. Позже семья переехала в США. Там одним из его тренеров стал Фрэнк Кэрролл, тренер Олимпийского чемпиона Эвана Лайсачека.
С 2011 года Миша Ге стал выступать за Узбекистан на международных соревнованиях. Его дебютом стали зимние Азиатские игры 2011, на которых он занял 6-е место. Ранее, в сезоне 2009—2010 он выиграл чемпионат Узбекистана.
На чемпионате мира 2013 стал 16-м, тем самым завоевав для Узбекистана право выставить одного фигуриста в мужском одиночном катании на Олимпийских играх 2014. Там Миша стал 17-м.
Послеолимпийский сезон начал в Финляндии на турнире Finlandia Trophy 2014, где занял 4-е место. Затем последовало выступление на китайском этапе Гран-при. После короткой программы он занимал 7-е место, но прекрасно выступил в произвольной, занял в ней третье место и значительно улучшил свои спортивные показатели в ней и в сумме. Через неделю его пригласили в Москву на российский этап Гран-при, где он заменил травмированного фигуриста. Были улучшены все предыдущие достижения Миши Ге. В феврале 2015 года на чемпионате четырёх континентов в Сеуле Миша улучшил своё прежнее спортивное достижение в короткой программе. При этом он вошёл в десятку. На китайском (почти домашнем) чемпионате мира в Шанхае узбекский фигурист замкнул шестёрку лучших, что никогда не удавалась мужчинам-одиночникам из Узбекистана.
Новый сезон 2015/16 фигурист начал в Болгарии на Кубке Денковой-Ставиского, где занял первое место. Затем последовало выступление на Кубке Китая в серии Гран-при, он там оказался восьмым. В начале апреля на мировом чемпионате в Бостоне узбекский фигурист выступил неудачно и занял только пятнадцатое место.
В межсезонье узбекский фигурист работал над программами Погорилой, Петрова, Дмитриева и Гуменника.
Новый предолимпийский сезон узбекский фигурист начал в Монреале на турнире Autumn Classic International 2016, на котором он в упорной борьбе занял второе место. С сезона 2016/2017 начинает исполнять четверные прыжки в своих программах. В конце октября Миша выступал на этапе Гран-при в Миссиссоге, где на Skate Canada занял шестое место. В середине ноября фигурист выступал на этапе Гран-при в Париже, где на турнире Trophée de France финишировал в середине турнирной таблицы, на седьмом месте. В феврале 2017 года фигурист выступал в Канныне на континентальном чемпионате, который он завершил в десятке. При этом были улучшены прежние спортивные достижения в сумме. Через неделю узбекский спортсмен принял участие в Саппоро в VIII зимних Азиатских играх, где он занял шестое место. В конце марта он выступил на мировом чемпионате в Хельсинки, где фигуристу удалось занять место во второй десятке. При этом он сумел пройти квалификацию на предстоящую Олимпиаду в Южной Корее и улучшил свои прежние спортивные достижения в сумме и произвольной программе.

### Второй олимпийский сезон
Новый олимпийский сезон 2017/18 узбекский фигурист начал в Монреале, где уверенно выступил на турнире Autumn Classic International 2017, он финишировал рядом с пьедесталом, на четвёртом месте. При этом он улучшил свои прежние достижения в сумме и короткой программе. Через месяц он выступил в серии Гран-при на российском этапе, где улучшил все свои прежние достижения и финишировал рядом с пьедесталом. В середине ноября на французском этапе Гран-при ему впервые удалось выиграть медаль (бронзовую) и улучшить все свои прежние достижения. Через два с лишним месяца Миша выступил на чемпионате четырёх континентов, в Тайбэе, где он показал свой лучший результат на континентальном чемпионате, заняв шестое место. В середине февраля в Канныне на личном турнире Олимпийских игр узбекский одиночник, как и четыре года назад, финишировал на семнадцатом месте.
В начале апреля 2018 года заявил, что завершает спортивную карьеру. Дружит с японским фигуристом Юдзуру Ханю и российской фигуристкой Евгенией Медведевой.

## Спортивные достижения
| Соревнования                      | 09/10 | 10/11 | 11/12 | 12/13 | 13/14 | 14/15 | 15/16 | 16/17 | 17/18 |
| --------------------------------- | ----- | ----- | ----- | ----- | ----- | ----- | ----- | ----- | ----- |
| Зимние Олимпийские игры           |       |       |       |       | 17    |       |       |       | 17    |
| Чемпионаты мира                   |       | 30    | 19    | 16    | 27    | 6     | 15    | 12    | 9     |
| Чемпионаты четырёх континентов    |       | 12    | 9     | 11    | 13    | 8     |       | 7     | 6     |
| Этапы Гран-при: Кубок Китая       |       |       |       |       |       | 5     | 8     |       |       |
| Этапы Гран-при: Кубок Ростелекома |       |       |       |       | 8     | 4     |       |       | 4     |
| Этапы Гран-при: Skate Canada      |       |       |       |       |       |       |       | 6     |       |
| Этапы Гран-при: Trophée de France |       |       |       |       |       |       |       | 7     | 3     |
| Чемпионаты Узбекистана            | 1     | 1     |       |       |       |       | 1     | 1     |       |
| CS Autumn Classic International   |       |       |       |       |       |       |       | 2     | 4     |
| CS Denkova-Staviski Cup           |       |       |       | 1     | 1     |       | 1     |       |       |
| CS Finlandia Trophy               |       |       |       |       |       | 4     |       |       |       |
| Зимние Азиатские игры             |       | 6     |       |       |       |       |       | 6     |       |
| Asian Trophy                      |       | 2     |       | 2     |       |       |       |       |       |
| Cup of Nice                       |       |       | 8     |       |       |       |       |       |       |
| Finlandia Trophy                  |       |       |       | 6     |       |       |       |       |       |
| Icechallenge                      |       |       | 2     | 4     |       |       |       |       |       |
| Istanbul Cup                      |       |       | 2     |       |       |       |       |       |       |
| NRW Trophy                        |       |       |       | 5     |       |       |       |       |       |
| Warsaw Cup                        |       |       |       | 2     |       |       |       |       |       |
| CS — турнир серии «Челленджер»    |       |       |       |       |       |       |       |       |       |

## Карьера хореографа-постановщика
В период активной спортивной деятельности Ге занялся постановкой программ российской фигуристке Анне Погорилой. На сезон 2016/2017 года он поставил ей короткую программу. Также он принимал участие в постановке программ для российского фигуриста Сергея Воронова.